# Dina Mangabeira
Dina Mangabeira, eigentlich Bernarda Carvalho de Rezende, (* 20. August 1923 in Bocaiúva, Minas Gerais; † 11. Februar 2000 in Belo Horizonte) war eine brasilianische Dichterin, Lehrerin und Literaturkritikerin. Sie war Mitglied mehrerer literarischer Akademien im Bundesstaat Minas Gerais und wurde 1994 mit der Santos-Dumont-Medaille ausgezeichnet.

## Leben
Dina Mangabeira wurde auf dem Bauernhof „Morro Agudo“ in Bocaiúva geboren. Ihr Familienname „Mangabeira“ stammt aus der väterlichen Linie. Ihr Großvater sammelte und industrialisierte den Latex des „Mangabeira“-Baumes (lat. Hancornia speciosa) in den Bundesstaaten Minas Gerais und Bahia und verkaufte ihn an Gummifabriken.
Im Alter von zwei Jahren zog ihre Familie nach Montes Claros, wo sie die Schule besuchte und 1943 eine Ausbildung zur Lehrerin abschloss. Zwischen 1945 und 1948 unterrichtete sie am Instituto Norte Mineiro de Educação. Nach ihrer Heirat mit dem Bankangestellten Ailton Rosa Rezende im Jahr 1946 zog sie sich aus dem Lehrberuf zurück, um sich ihrer Familie zu widmen. Das Paar hatte vier Kinder.
In den 1970er-Jahren zog sie nach Belo Horizonte, nachdem ihr Ehemann versetzt wurde. Dort engagierte sie sich in sozialen und literarischen Projekten, unter anderem in der Bruderschaft christlicher Mütter. Sie war Mitglied folgender Institutionen:
- Academia Feminina Mineira de Letras (AFEMIL), Stuhl Nr. 19
- Academia Municipalista de Letras de Minas Gerais (AMULMIG), als Vertreterin von Montes Claros
- Academia Montesclarense de Letras
- Academia de Ciências e Letras de Conselheiro Lafaiete
- União Brasileira de Trovadores (UBT), Sektion Belo Horizonte

Sie begann Anfang der 1980er-Jahre regelmäßig für Zeitungen in Belo Horizonte und Montes Claros zu schreiben. 1986 veröffentlichte sie ihr erstes Buch, No Palco Real da Vida, eine Sammlung von Kurzgeschichten und Chroniken. 1990 folgte der Gedichtband À Sombra do Passado. Für ihr literarisches Schaffen wurde sie 1994 mit der Santos-Dumont-Medaille ausgezeichnet, verliehen vom Gouverneur von Minas Gerais, Hélio Garcia.
Ende der 1990er-Jahre arbeitete sie an einem dritten Buch. Aufgrund gesundheitlicher Probleme konnte sie die Veröffentlichung jedoch nicht abschließen. Sie starb im Februar 2000 in Belo Horizonte an einer Krebserkrankung.
Im Jahr 2025 wurde das dritte Buch posthum von ihrer Familie veröffentlicht: A Lógica da Minha Saudade. Es enthält Gedichte und Prosatexte, die sie in ihren letzten Lebensjahren geschrieben hatte. Das Werk wurde auf Grundlage ihrer Originalmanuskripte ediert und enthält ein wiederhergestelltes Vorwort aus verstreuten Notizen sowie ein Nachwort ihres Ehemannes.

## Werke
- No Palco Real da Vida. Contos e Crônicas. Editora O Lutador, Belo Horizonte 1986.
- À Sombra do Passado. Poesia. Editora Arte Quintal, Belo Horizonte 1990.
- A Lógica da Minha Saudade. Editora Viseu, Curitiba 2025 (posthum veröffentlicht)